# Mohammed Arkoun

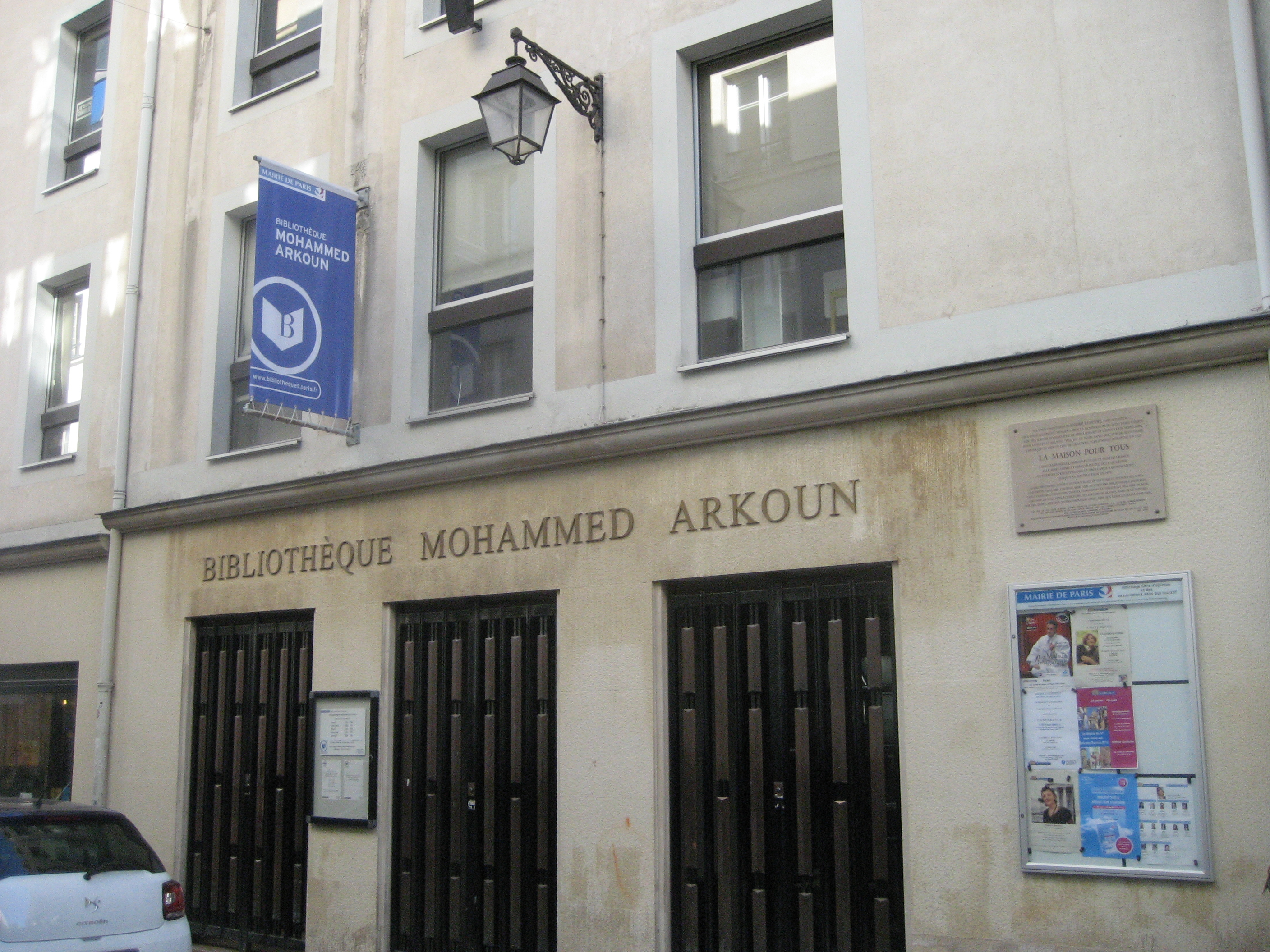
Bibliothèque Mohammed Arkoun, Paris

Mohammed Arkoun (Cabília, 1 de fevereiro de 1928 - 14 de setembro de 2010) foi um filósofo e acadêmico argelino. É considerado um dos mais influentes estudiosos seculares em estudos islâmicos a contribuir para a chamada contemporânea reforma Islâmica intelectual. Em uma carreira de mais de 30 anos, foi crítico às tensões incorporadas em seu campo de estudo, advogando pelo modernismo islâmico, secularismo e humanismo. Durante sua carreira acadêmica, escreveu vasto número de livros majoritariamente em francês, e ocasionalmente em inglês ou árabe.

## Principais obras
- Deux épîtres de Miskawayh (1961)
- Aspects de la pensée islamique classique (1963)
- Traité d'éthique de Miskawayh. Traduction française, introduction et notices (1969)
- Contribution à l'étude de l'humanisme arabe au IVe/Xe siècle : Miskawayh, philosophe et historien (1970)
- L'Islam : religion et société. Interviews dirigées par Mario Arosio. Traduit de l'italien par Maurice Borrmans (1970)
- Essais sur la pensée islamique (Paris, Maisonneuve et Larose, 1973; Predefinição:2e éd. 1984)
- La Pensée arabe, (1975)
- Lectures du Coran (1982)
- Pour une critique de la raison islamique (1984)
- L'Islam, morale et politique (1986)
- Rethinking Islam today (1987)
- The Concept of Revelation : from Ahl al-Kitâb to the Societies of the Book-book (1988)
- L'Islam, approche critique (1989)
- Religion et laïcité : une approche laïque de l’Islam (1989)
- Ouvertures sur l'islam (1992)
- Penser l'islam aujourd'hui (1993)
- Rethinking Islam : Common questions, Uncommon answers (1994)
- The Unthought in Contemporary Islamic Thought (2002)
- Humanisme et Islam : Combats et propositions (2005)
- Mohammed Arkoun et Joseph Maïla, De Manhattan à Bagdad. Au-delà du bien et du mal (2003)
- Islam: To Reform or to Subvert ? (2006)
- ABC de l'islam (2007)
- La question éthique et juridique dans la pensée islamique (2010)
- La Construction humaine de l'islam. Entrevista com Rachid Benzine e Jean-Louis Schlegel ; préf. Edgar Morin. (2012)